# Eudistoma molle
Eudistoma molle is een zakpijpensoort uit de familie van de Polycitoridae. De wetenschappelijke naam van de soort is voor het eerst geldig gepubliceerd in 1900 door Ritter.